# Гаоцзюй
Гаоцзюй (кит. трад. 高車, упр. 高车, пиньинь Gāojū, Gaoche — высокие повозки), Теле (鐵勒) — древний кочевой народ хуннского происхождения.
В результате разгрома государства Юэбань в 490 году гаогюйцы образовали своё государство в Восточном Казахстане. Делилось на две части, северный правитель носил титул «Небесный император», южный — «Наследный государь». Однако уже через 6 лет южная часть Гаоцзюя была разгромлена и попала под власть жужаней. Северная часть Гаоцзюй просуществовала ещё 45 лет и в 540 году была разгромлена жужанями.

## История Гаоцзюя

### Сведения о происхождении
Китайские историки, напрямую увязывая гаоцзюйцев с динлинами, затруднялись с определением их происхождения, пытаясь вывести их, в частности, от народа Чи-ди. Так, об этом пишет, ссылаясь на Тунцзянь-ганму, первый русский китаевед архимандрит Иакинф (Бичурин), упоминая затем также одну легенду:

Чи-ди на китайском языке значит: красные северные кочевые. В продолжение великих перемен, последовавших в Китае в последней половине III века пред Р. Х., Красные кочевые вытеснены были в степь, где они уже под народным названием Дили заняли пространство от Ордоса к западу, и говорили хуннуским, т. е. общим монгольским языком с небольшим изменением в наречиях. ... в самом конце IV века ушли на северную сторону песчаной степи, и там вместо прежнего названия Дили приняли название Гао-гюй. Сии слова по простонародному выговору произносятся Гао-че и суть китайские; в переводе высокая телега. По истории династии Тхан дилисцы обыкновенно употребляли арбы, или одноколки на высоких колесах, от чего при династии Юань-вэй называемы были Гао-гюй. Очень вероятно, что Гао-гюй есть народное название, данное дилисцам от северных китайцев; потому что сие название встречается только в истории северных Дворов: но в сей же истории иногда вместо Гао-гюй употребляется народное же название Чилэ, историками южного Китая ошибочно превращенное в Тьхйе-лэ, у нас Тйелэ. ... Вначале они прозывались Дили; уже на севере прозваны гаогюйскими динлинами. Некоторые говорят, что предки гаогюйского Дома происходят от внука по дочери из Дома Хунну. Рассказывают, что у хуннуского Шаньюя родились две дочери чрезвычайной красоты. Вельможи считали их богинями. Шаньюй сказал: можно ли мне таких дочерей выдать за людей? Я предоставлю их Небу. И так на север от столицы в необитаемом месте построил высокий терем, и, поместив там обеих дочерей, сказал: молю Небо принять их. По прошествии трех лет мать пожелала взять их. Шаньюй сказал: не возможно: еще не пришло время. Чрез год после сего один старый волк стал денно и ночно стеречь терем, производя вой: почему вырыл себе нору под теремом, и не выходил из нее. Меньшая дочь сказала: наш родитель поместил нас здесь, желая предоставить Небу; а ныне пришел волк; может быть, его прибытие имеет счастливое предзнаменование. Она только что хотела сойти к нему, как старшая ее сестра в чрезвычайном испуге сказала: это животное: не посрамляй родителей. Меньшая сестра не послушала ее, сошла к волку, вышла замуж и родила сына. Потомство от них размножилось и составило государство: посему-то люди здесь любят продолжительное пение, или воют подобно волкам.— Бичурин Иакинф. Собрание сведений о народах, обитавших в Средней Азии в древние времена (ОТДЕЛЕНИЕ V)
Это довольно обычная тотемическия легенда. Её происхождение, возможно, связано с тем, что кочевники, пасущие скот, отождествляли себя с волками, которые следуют за стадами животных, питаются ими, образно кочуют и пасут стада.

### Монгольская теория
По Н. Я. Бичурину, гаогюй — потомки чи-ди: вначале они прозывались дили; позже прозваны гаогюйскими динлинами и ойхорами. Чи-ди и динлины, по его мнению, имели монгольское происхождение. А. С. Шабалов полагает, что племена чи-ди, дили, гаогюй и хойху (ойхор) первоначально говорили на разновидности монгольского языка. По его мнению, данные народы в конце IV века после контактов с киргизо-хягасами перешли на киргизо-хягаский язык.

### Войны сжужанями
В конце V века н. э. жужани завоевали род Фуфоло. При кагане Доулуне жужани ослабили контроль на гаоцзюйцами и Афучжило старейшина рода фуфоло и его двоюродный брат Цюнци стали собирать гаоцзюйские войска, число их подданных было около 100 000 юрт. В 487, использовав как предлог нежелание войны с Китаем, Афучжило переселил своий род в верховья Иртыша и объявил себя независимым правителем, под именем Хоулоуфэлэ. Цюнки стал наследником престола и жил на юге, а Афучжило на севере земли Гаоцзюя. Попытки жужаней разбить их провалились. В 490 году Афучжило отправил посла в Вэй к Юань Хуну и передал, что признаёт себя вассалом Вэй и противником жужаней. Император приказал своим дипломатам разведать положение дел в Гаоцзюе. Афучжило приказал отправить дань в Вэй, вэйские послы ответили подарками шёлковых тканей.
У гаоцзюйцев случилась война с эфталитами, Цюнки был убит, его сыновья пленены, и южные гаоцзюйцы разгромлены. Вэйский генерал переселил выживших в крепость Гаопьхинчжень. В 496 Афучжило умер, Балиян собирался вступить на трон, но эфталиты потребовали возвести на царство Мивоту (он был захвачен ими в плен). Мивоту стал правителем и сразу отправил дань вэйцам, включая слиток серебра, слиток золота, 2 золотых посоха, 7 лошадей и 10 верблюдов. Сяо Вэнь-ди в ответ послал 60 кусков шёлка и послание в котором сообщалось, что Император доволен гаоцзюйцами, особенно из-за того, что они одни сражаются против тогонцев, эфталитов и жужаней. Император обещал, что скоро все враги Вэй будут уничтожены.
В 508 Мивоту сражался с Юйцзюлюй Футу у озера Пхулэйхай. Разбитый Мивоту отступил на 150 км и укрепился в горах. Случайно жужани обнаружил в степи войско вэйского Мын Вэя. Жужани решили, что вэйцы идут на помощь Гаоцзюю и бежали. Мивоту догнал их, перебил, а голову Футу, вместе с золотом, серебром, лошадьми, соболями, он отправил в Вэй. Князь Юйлян привёз подарки для Мивоту: музыкальные инструменты, 80 музыкантов, 70 различных шелков. В 516 Мивоту начал войну с Юйцзюлюй Чоуну, Мивоту попал в плен, был казнён, а из его черепа Чоуну сделал себе кубок. Многие гаоцзюйцы бежали к эфталитам.
Около 516 года Ифу, младший брат Мивоту, восстановил орду. Сяо Мин-ди поспешил признать его правителем (ваном) и наградил почётными титулами. В 521 Ифу разбил Поломэня. В 522 Ифу попросил императора подарить ему колесницу, покрытую киноварным лаком, одежду, тюфяки, несколько зонтов, разных вееров, литавру, трубу. Всё это он получил. В 534 жужани разбили Ифу и его брат Юэцзюй заколол его. В 537 Юэйзюй был разбит жужанями и сын Ифу Биди убил его. В 540 Биди был разбит жужанями.
Цюйбинь, сын Юэцзюя, бежал в Дун Вэй. Ци Шуньву предлагал Сяо Цзин-ди назначить Цюйбиня номинальным правителем Гаоцзюя, но Цюйбинь вскоре заболел и умер.

## Обычаи
Кочуют по степи, одеваются в кожаные одежды. Отличаются от жужаней телегами с высокими колёсами с множеством спиц.
По мнению китайцев были грубы, свирепы, не любят царскую власть, но с родичами живут дружно, в набегах всячески помогают друг другу. В бой вступают построившись клином, потом отступают, резко разворачиваются и вновь наступают.
На свадьбе родственники невесты могут выбрать себе лошадей из табуна жениха и оседлать их, но родственники жениха пугают лошадей, чтобы скинуть родича невесты, выдержавший испытание получает лошадь. Далее следует брачный пир и поездки к родителям невесты.
Во время грома гаоцзюйцы радостно кричат и стреляют в небо с определённого места. Осенью там приносят в жертву барана и шаман читает молитвы, мужчины скачут вокруг на конях, потом берут ивовые ветки, обливают их кумысом и ставят на том месте.
На похоронах мужчины роют могилу. Туда кладут труп с луком в руках, мечом на поясе и копьём под мышкой, но могилу не засыпают. Во время бедствий устраивают массовые моления духам и жертвоприношения баранов.

### Роды гаоцзюйцев
12 родов:
1. Лифули
2. Тулу
3. Ичжань
4. Далянь
5. Кухэ
6. Дабо
7. Алунь
8. Моюнь
9. Сыфань
10. Фуфоло
11. Циюань
12. Юшупэй (Юкуаньпэй)

## Правители
| Имя               | Годы правления |
| ----------------- | -------------- |
| 阿伏至羅 Афучжило | 480—496        |
| 彌俄突 Мивоту     | 496—516        |
| 伊匐 Ифу          | 516—534        |
| 越居 Юэцзюй       | 534—537        |
| 比造 Биди         | 537—540        |